# 6.ª División (Ejército Imperial Japonés)
La 6.ª División (第6師団, Dai-roku shidan) era una división de infantería del Ejército Imperial Japonés. Su mote era División Brillante (明兵団, Akari-heidan).

## Combates
La 6.ª División se formó en la ciudad de Kumamoto el 12 de mayo de 1888, como una de las nuevas divisiones que se crearían tras la reorganización del Ejército Imperial Japonés, que pasó de los seis mandos regionales a una estructura de mando divisional, según las recomendaciones del asesor militar prusiano Jacob Meckel al gobierno japonés. Sus tropas procedían principalmente de las prefecturas meridionales de Kyūshū.

### De la Primera guerra sino-japonesa a la Tregua de Tanggu
La división participó en combate durante la Primera guerra sino-japonesa en la batalla de Weihaiwei. En la Guerra ruso-japonesa participó en la batalla del río Sha-ho bajo el mando del 2.º Ejército y en la batalla de Mukden bajo el mando del 4.º Ejército.
El 29 de abril de 1910, el edificio del cuartel general de la división fue demolido y el cuartel general se asignó temporalmente al Kaikosha de Kumamoto el 22 de junio de 1916 hasta que se completó un nuevo edificio en los terrenos del castillo Kumamoto el 5 de abril de 1917.
En 1923, la división fue asignada a tareas de guarnición en Manchuria. La 6.ª División regresó a Kyushu en 1925 y envió un destacamento para participar en el incidente de Jinan en 1928. Regresó a China tras el incidente de Mukden en 1931 y participó en la batalla de la Gran Muralla en 1933 (siendo la fuerza atacante en el enfrentamiento), para expandir y asegurar el flanco occidental del recién formado estado de Manchukuo.

### Segunda guerra sino-japonesa
Con el inicio de la segunda guerra sino-japonesa el 27 de julio de 1937, la 6.ª División fue asignada al Ejército Japonés de Guarnición de China e inmediatamente comenzó a combatir en la batalla de Beiping-Tianjin, que todavía se estaba librando. Posteriormente, participó en la Operación ferroviaria Beiping-Hankou. El 20 de octubre de 1937, la división fue resubordinada al 10.º Ejército y atacó la concentración de tropas chinas en la bahía de Hangzhou. En diciembre de 1937, se desplazó al oeste para participar junto con la 18.ª División y la 114.ª División en la batalla de Nankín y, finalmente, en la masacre de Nankín. El 14 de febrero de 1938, la 6.ª División fue subordinada al Ejército Expedicionario de China Central y en mayo de 1938 entró en la batalla de Xuzhou. El 15 de mayo de 1938, la 106.ª División se separó de la 6.ª División. Los combates en la batalla de Wuhan comenzaron en junio de 1938 y la división se retiró posteriormente a Japón. En 1940, el 47.º Regimiento de Infantería fue transferido a la 48.ª División, lo que convirtió a la 6.ª División en una división triangular.

### Guerra del Pacífico
En noviembre de 1942, la 6.ª División fue reasignada al 17.º Ejército en la isla de Bougainville, en las Islas Salomón. Aunque inicialmente se utilizó para la campaña de Guadalcanal, en 1943 el Cuartel General Imperial ordenó que se trasladara a la parte sur de la isla de Bougainville. El 13.º Regimiento de Infantería de la división participó en la campaña de Nueva Georgia.
La división estaba defendiendo el cabo Torokina cuando las fuerzas estadounidenses desembarcaron allí, comenzando la campaña de Bougainville en noviembre de 1943. Posteriormente fue aniquilada en Bougainville en 1945. En marzo de 1944, la división participó en un contraataque a gran escala destinado a capturar el perímetro aliado alrededor de Torokina. Durante esta acción, la división sufrió grandes pérdidas (el grupo de infantería de la división tenía 1.787 hombres con vida de los 4.923 hombres iniciales) y dejó de existir como unidad organizada. Las partes de la división acorraladas en el distrito de Buin, en Nueva Guinea, sufrieron duramente la pérdida de suministros y alimentos. Las pérdidas aumentaron después de que los australianos iniciaran otra ofensiva en noviembre de 1944. El documento de rendición se firmó en septiembre de 1945 en la cercana isla de Fauro.